# 親指しゃぶり
『親指しゃぶり』（おやゆびしゃぶり）は、2008年に制作された自主映画。

## あらすじ
父親を亡くした青木健児（伊藤凌）は寂しさのあまり、親指をしゃぶるという
クセが止められずにいた。そんなある日、健児は思い出の公園で昔の父親と出会ってしまう。
それは健児のクセを止める小さな冒険になるのだった。

## 受賞・入賞歴
- 第1回ルナティックショートムービーフェスティバル入選
- 第10回宝塚映画祭　宝塚商工会議所賞受賞。
- 第26回あきる野映画祭　映像市
- 第1回いわき冒険映画祭入選

## スタッフ・出演者
- 監督・脚本・撮影：米光秀之　助監督：斉藤康隆
- 美術：今井伴也
- 出演：市川 裕隆、松宮かんな、森山将史